# Embaràs adolescent

Nombre de naixements en adolescents per cada 1000 dones entre 15 i 19 anys, 2002. En gairebé tots els països del món les taxes de naixements en adolescents van descendint.

L'embaràs adolescent o embaràs precoç és aquell embaràs que es produeix en una dona adolescent; entre l'adolescència inicial o pubertat –inicie de l'edat fèrtil– i el final de l'adolescència. L'OMS estableix l'adolescència entre els 10 i els 19 anys. El terme també es refereix a les dones embarassades que no han aconseguit la majoria d'edat jurídica, variable segons els diferents països del món, així com a les dones adolescents embarassades que estan en situació de dependència de la família d'origen.
La majoria dels embarassos en adolescents són embarassos no desitjats.
L'embaràs en una dona adolescent pot arribar a terme, produint-se el naixement, o interrompre's per avortament, ja sigui aquest espontani o induït (avortament amb medicaments o avortament quirúrgic), en el cas de l'avortament induït de manera legal o il·legal depenent de les lleis sobre l'avortament de cada país.
Encara que l'OMS considera l'embaràs adolescent un problema culturalment complex, encoratja a retardar la maternitat i el matrimoni per evitar els alts índexs de mortalitat materna i mortalitat de nounats així com altres complicacions sanitàries –part prematur, baix pes, preeclàmpsia, anèmia–, associades a l'embaràs en joves adolescents. En 2009 s'estimava que 16 milions d'adolescents, amb edats compreses entre els 15 i 19 anys, donaven a llum cada any, un 95 % d'aquests naixements es produeixen en països en desenvolupament, la qual cosa representa el 11 % de tots els naixements al món.
L'OMS considera fonamental la promoció de l'educació sexual, la planificació familiar, l'accés als mètodes anticonceptius i l'assistència sanitària universal en el marc de la salut pública i els drets reproductius per evitar els problemes associats a l'embarasso adolescent.

## Determinació de l'adolescència i embarasso adolescent

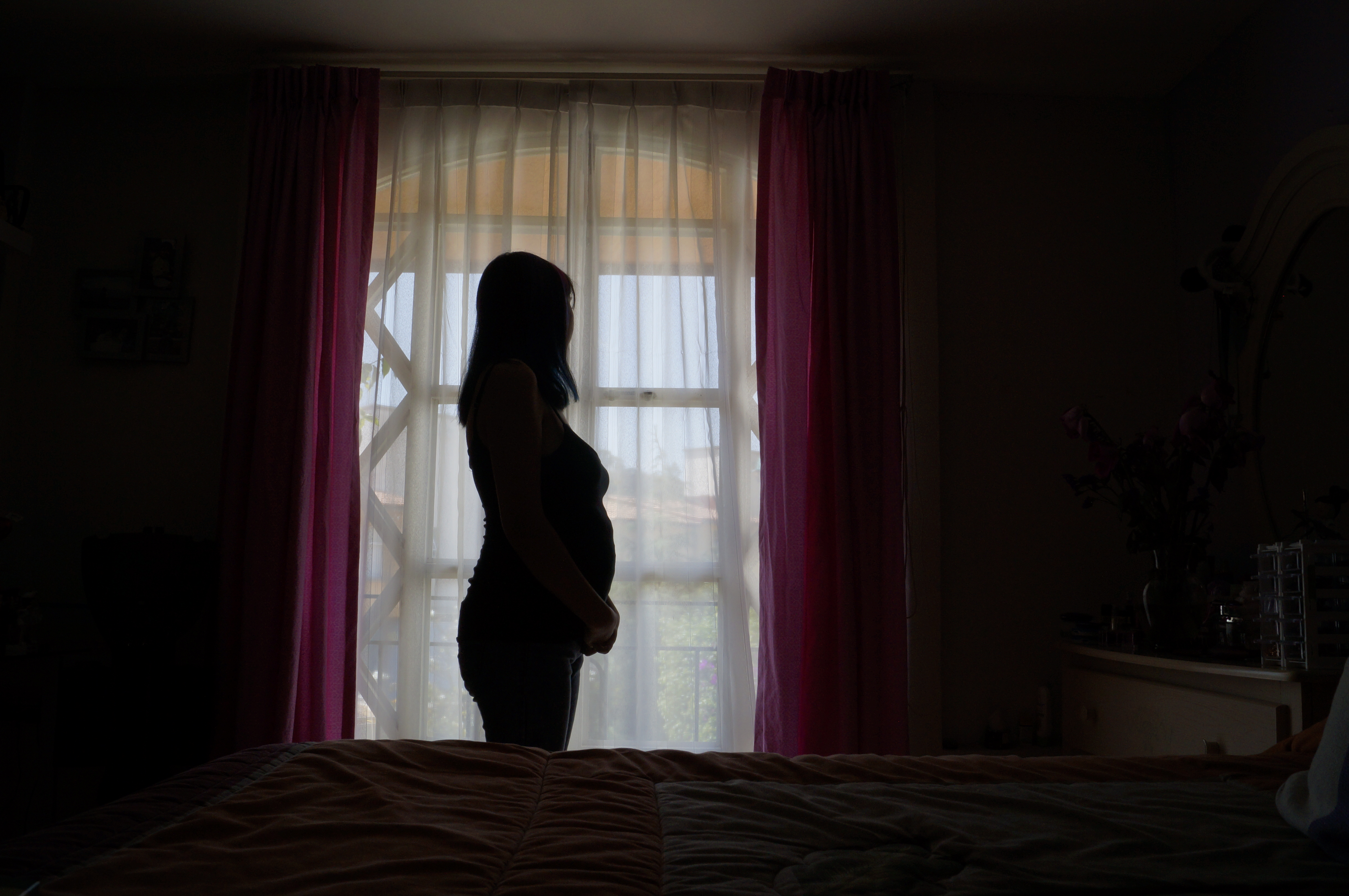
Silueta d'una adolescent embarassada

L'edat mitjana del període de la menarquia (primera menstruació) se situa en els 11 anys, encara que aquesta xifra varia segons l'origen ètnic i el pes. La mitjana d'edat de la menarquía ha disminuït i continua fent-ho. L'avançament de la fecunditat permet l'aparició d'embarassos a edats més primerenques i depèn per tant no solament de factors biològics sinó de factors socials i personals.
Les taxes d'adolescents embarassades a més de trobar-se en la mateixa situació que qualsevol altra dona embarassada han d'enfrontar-se a una major desprotecció, majors preocupacions sobre la seva salut i la seva situació socioeconòmica, de manera especial les menors de 15 anys i les adolescents de països amb escassa atenció mèdica i nul·la protecció social a l'adolescent embarassada de vegades per falta d'informació.
Als països desenvolupats les dades d'embarassos en l'adolescència confirmen una relació amb els nivells educatius més baixos, les majors taxes de pobresa, i altres situacions d'inestabilitat familiar i social.
L'embaràs adolescent als països desenvolupats es produeix en general fos del matrimoni i comporta un estigma social en moltes comunitats i cultures. Per aquestes raons es realitzen estudis i campanyes amb l'objecte de conèixer les causes i limitar el nombre d'embarassos d'adolescents.
En països considerats en desenvolupament o subdesenvolupats i particularment en certes cultures, l'embaràs adolescent es produeix generalment dins del matrimoni i no implica un estigma social. La percepció social de l'embarasso adolescent varia d'unes societats a unes altres i implica un debat profund sobre aspectes del comportament, tant biològics com a culturals relacionats amb l'embaràs.

## Taxes de naixements en adolescents al món
Les xifres als diferents països del món varien des de les màximes de Níger i Congo (amb més de 200 embarassos per cada 1000 dones adolescents) a taxes d'1 a 3 per 1000 a Corea del Nord, Corea del Sud i Japó.
És destacable que entre els països desenvolupats de l'OCDE, Estats Units i Regne Unit tenen el nivell més alt d'embarassos en adolescents, mentre que Japó i Corea del Sud tenen els més baixos.
Segons l'organització Save the Children cada any neixen 13 milions de nens de dones menors de 20 anys a tot el món; més del 90 % (11,7 milions) als països denominats en desenvolupament i als països desenvolupats el restant 10 % (1,3 milions). Les complicacions de l'embaràs i el part són la principal causa de mortalitat entre les dones entre les edats de 15 i 19 en aquestes zones. La major taxa d'embarassos d'adolescents al món està en l'Àfrica subsahariana, on les dones tendeixen a casar-se a una edat primerenca. A Níger, per exemple, el 87 % de les dones enquestades estaven casades i el 53 % havia donat a llum a un nen abans de l'edat de 18 anys.
En el subcontinent indi, el matrimoni precoç o d'hora significa en nombroses ocasions l'embaràs de la dona adolescent, especialment a les zones rurals, on la taxa és molt major que en el mitjà urbà. La taxa de matrimonis i embarassos en adolescents o precoços ha disminuït considerablement en països com Indonèsia i Argentina, encara que segueix sent alta. En les nacions industrialitzades d'Àsia, com Corea del Sud i Singapur, les taxes de naixements en adolescents es troben entre els més baixos del món.

### Taxes de naixements o fecunditat en adolescents en el continent americà
En la graella s'indiquen les taxes de naixements per cada 1000 dones entre 15 i 19 anys en països americans en els anys 1997, 2002, 2005 i 2011. S'inclouen, com a indicador global i marc de referència, les dades dels dos països amb taxes més extremes, Níger i Corea del Nord, els qui tenen el major i menor percentatge de naixements en adolescents del món així com les dades, per la seva proximitat cultural, d'Espanya i Portugal. Estan ordenats de major a menor taxa segons les xifres de l'any 2007.
| País                  | Taxa de naixements 1997 | Taxa de naixements 2002 | Taxa de naixements 2005 | Taxa de naixements 2011 |
| --------------------- | ----------------------- | ----------------------- | ----------------------- | ----------------------- |
| Níger (Àfrica)        | 290                     | 270                     | 257                     | 206                     |
| Nicaragua             | 143,7                   | 124,8                   | 117,7                   | 103                     |
| República Dominicana  | 96,9                    | 93,2                    | 90,6                    | 101                     |
| Guatemala             | 106                     | 103                     | 101                     | 99                      |
| Hondures              | 114,6                   | 102,5                   | 99,8                    | 86                      |
| Veneçuela             | 94,1                    | 92,1                    | 90,78                   | 85                      |
| Brasil                | 76                      | 74                      | 72                      | 74                      |
| Panamà                | 93,2                    | 89                      | 85,16                   | 80                      |
| Equador               | 85,4                    | 84,5                    | 83,48                   | 78                      |
| El Salvador           | 95,2                    | 87,1                    | 83,4                    | 77                      |
| Belize                | 102,1                   | 87                      | 80,2                    | 73                      |
| Bolívia               | 86,9                    | 84,4                    | 80,6                    | 73                      |
| Jamaica               | 93,4                    | 82,1                    | 77,5                    | 72                      |
| Colòmbia              | 87,6                    | 79,5                    | 75,4                    | 70                      |
| Paraguai              | 76                      | 68,3                    | 63,3                    | 68                      |
| Costa Rica            | 86,9                    | 77,5                    | 73,8                    | 62                      |
| Guyana                | 76,7                    | 66,7                    | 60,7                    | 63                      |
| Uruguai               | 70,1                    | 69,6                    | 69,23                   | 59                      |
| Xile                  | 66,9                    | 61,6                    | 60,4                    | 56                      |
| Perú                  | 82,6                    | 54,6                    | 52,7                    | 52                      |
| Argentina             | 69,8                    | 60,7                    | 58,4                    | 55                      |
| Puerto Rico           | 75,9                    | 61,5                    | 53,5                    | 48                      |
| Cuba                  | 65,4                    | 49,7                    | 50,06                   | 44                      |
| Haití                 | 70,1                    | 64,1                    | 60,62                   | 43                      |
| Estats Units          | 52,72                   | 51,33                   | 49,83                   | 33                      |
| Canadà                | 20,11                   | 15,04                   | 13,23                   | 14                      |
| Portugal (Europa)     | 20,5                    | 20,4                    | 18,1                    | 13                      |
| Espanya (Europa)      | 7,82                    | 9,76                    | 9,08                    | 11                      |
| Corea del Nord (Àsia) | 1,6                     | 1,56                    | 1,53                    | 1                       |

Estats Units
Als Estats Units la taxa de natalitat en adolescents és la més alta del món desenvolupat, sent també molt alta la taxa d'avortaments en l'adolescència. La taxa d'embaràs adolescent es trobava extraordinàriament alta en la dècada de 1950 i ha disminuït des d'aquell temps, encara que alhora s'ha produït un augment en els naixements fora del matrimoni.
En la dècada de 1990 la taxa d'embaràs d'adolescents va disminuir significativament en tots els grups ètnics, encara que amb menor incidència en els afroamericans i hispans. L'Institut Guttmacher atribueix el 75 % per a l'ús efectiu de mètodes anticonceptius i el 25 % de la disminució a les pràctiques d'abstinència sexual. No obstant això, en 2006 la taxa va augmentar per primera vegada en els últims 40 anys.
En tot cas, com assenyala Soledad Díaz Fernández, de l'Institut Xilè de Medicina Reproductiva, i en línia amb la informació de l'Institut Guttmacher, als Estats Units existeix una major dificultat per accedir a serveis de planificació familiar i, per tant, a mètodes anticonceptius en comparació a països europeus que, en general, promouen conductes sexuals apropiades (ús de condó i altres mètodes anticonceptius així com facilitat per al seu accés), imparteixen educació sexual comprensiva, no solament promoció de l'abstinència, i els mitjans de comunicació ofereixen una visió més positiva dels i les adolescents com a persones responsables i valuoses.
Canadà
A Canadà el nombre de naixements en adolescents en el període 1992-2002 ha disminuït de forma constant tant pels més joves (15-17 anys) com per als adolescents més majors (18-19 anys).